# 刘仲华 (茶学家)
刘仲华（1965年3月—），男，湖南衡阳市衡阳县金兰镇檀桥村人，中国茶学家，湖南农业大学教授，中国工程院院士。现任湖南师范大学党委副书记、校长，国家植物功能成分利用工程技术研究中心主任，国家茶叶产业技术体系加工研究室主任。中共第二十届中央候补委员。